# Interestatal 16
La Interestatal 16 (abreviada I-16) también conocida como "Jim Gillis Savannah Parkway" o Ruta Estatal 404 (SR 404), es una autopista interestatal de Estados Unidos ubicada en el estado de Georgia. Su término oeste esta en la Interestatal 75 en Macon, GA y su extremo este en Montgomery Street en Savannah, GA. La autopista tiene una longitud de 268,45 km (168.81 mi).

## Mantenimiento
Al igual que las carreteras estatales y las carreteras federales, la Interestatal 16 es administrada y mantenida por el Departamento de Transporte de Georgia por sus siglas en inglés GDOT.

## Cruces
La Interestatal 16 es atravesada principalmente por: 
- US 319/US 441 cerca de Dublín
- US 1 en Oak Park
- I-95 en Pooler
- I-516 en Savannah